# Keita Baldé
Keita Baldé Diao, född 12 januari 1995 i Arbúcies, är en senegalesisk professionell fotbollsspelare som spelar för Monza. Han är också fransk medborgare.

## Klubblagskarriär
Keita kom upp genom Barcelonas ungdomsakademi. Under 2010 reste han med ungdomslaget i Barcelona till Qatar för en turnering, under vilken han gjorde ett practical joke genom att placera en isbit i en lagkamrats säng. Detta uppskattades dock inte av klubben som till följd av det lånade ut honom till Cornellà. Lånet innebar att Cornellà hade rätt till en andel av Keitas spelarrättigheter. Efter en säsong där han gjorde 47 mål för Cornellàs ungdomslag avböjde Keita möjligheten att återvända till Barcelona, vilket ådrog intresse från Real Madrid och Manchester United.

### Lazio
Sommaren 2011 kontrakterades han av Serie A-klubben Lazio för en övergångssumma på 300 000 euro, varav 10 procent gick till Cornellà. Keita kunde inte spela officiella matcher för Lazios ungdomslag under sitt första år eftersom han väntade på att bli beviljat spanskt medborgarskap samt EU-passet som krävdes för den italienska klubben att registrera honom.
Den 15 september 2013 gjorde Keita sin ligadebut för a-laget i en 3-0-hemmavinst mot Chievo då han byttes in istället för Luis Pedro Cavanda. Fem dagar senare gjorde han sin debut i Europa League-gruppspelsmatch mot Legia Warszawa, där han spelade fram Hernanes till matchens enda mål. Den 10 november 2013 gjorde han sitt första mål i seniorfotboll i en 1-1-match mot Parma.
Keita etablerade sig i Lazios startelva till säsongen 2016-17, och gjorde första målet för säsongen i omgång sex hemma mot Empoli. Den 6 mars året därpå gjorde Keita sitt 100:e Serie A-framträdande i en 2-0-seger mot Bologna. Den 23 april 2016 gjorde han tre mål på fem minuter mot Palermo, vilket gjorde det till det snabbaste hat tricket sedan säsongen 1974-75.

### Monaco
Den 29 augusti 2017 anslöt Keita till Monaco på ett femårskontrakt. Den 29 september 2020 lånades han ut till italienska Sampdoria på ett låneavtal över säsongen 2020/2021.

### Cagliari
Den 31 augusti 2021 värvades Keita av Cagliari, där han skrev på ett treårskontrakt.

### Spartak Moskva
Den 26 augusti 2022 värvades Baldé av ryska Spartak Moskva, där han skrev på ett treårskontrakt. Den 1 september 2023 lånades Baldé ut till spanska Espanyol.

### Sivasspor
Den 13 augusti 2024 värvades Baldé av turkiska Sivasspor, där han skrev på ett tvåårskontrakt.

### Monza
Den 13 februari 2025 värvades Baldé av italienska Serie A-klubben Monza, där han skrev på ett halvårskontrakt.

## Landslagskarriär
Keita föddes i Spanien men hans föräldrar har senegalesiskt ursprung. Även om han var berättigad att spela för  Spanien valde Keita att spela för Senegal, vilka han blev uppkallad till för första gången till en kvalmatch till Afrikanska mästerskapet mot Niger.